# Zeybek

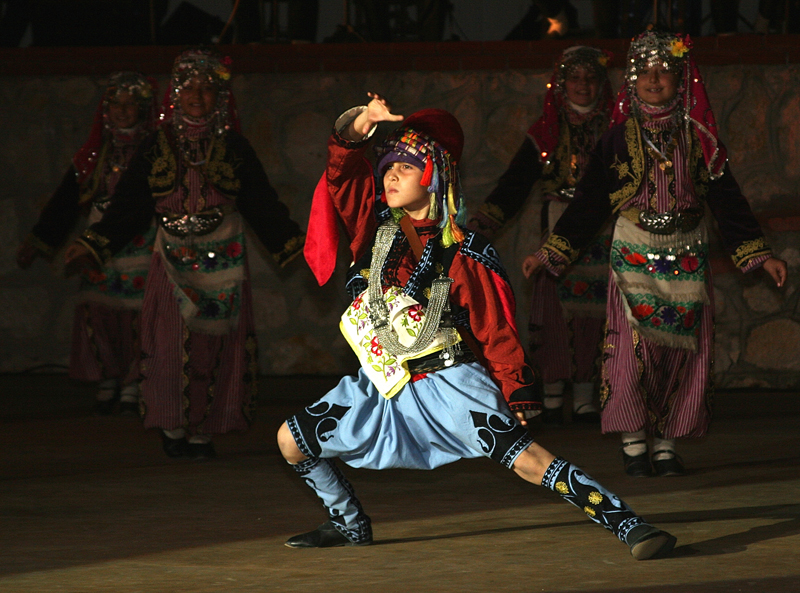
Danseurs de zeybek

Le zeybek une danse traditionnelle turque. Cette danse est notamment pratiquée dans la région d'Égée, (İzmir, Aydın, Manisa, Muğla, Balıkesir, Denizli).

## Étymologie
Le terme zeybek est formé à partir des deux mots, zag et bek. Zag  est un vieux mot turc voulant dire « sage », et bek veut dire « compréhensif ». Le Zeybek est donc un homme brave, entreprenant et protecteur. Cette danse représente un Turc paysan.
Mustafa Kemal Atatürk aimait beaucoup cette danse. Pendant une soirée à Bursa, après la valse, il demanda au chef d’orchestre de jouer un zeybek, ajoutant : « Comme le monde moderne a la valse, nous, les Turcs, avons le zeybek ». Pour lui, le zeybek était une danse de salon qu’on pouvait danser avec les femmes, comme la valse, et qui symbolisait la bravoure, la puissance et l'intégrité. On sait dans les chroniques byzantines que les vêtements des mercenaires Petchénèg ressemblaient aux vêtements de Zeybek. Selon certains historiens, la culture Petchénèg a eu une grande influence sur la culture Zeybek,.

## Présentation

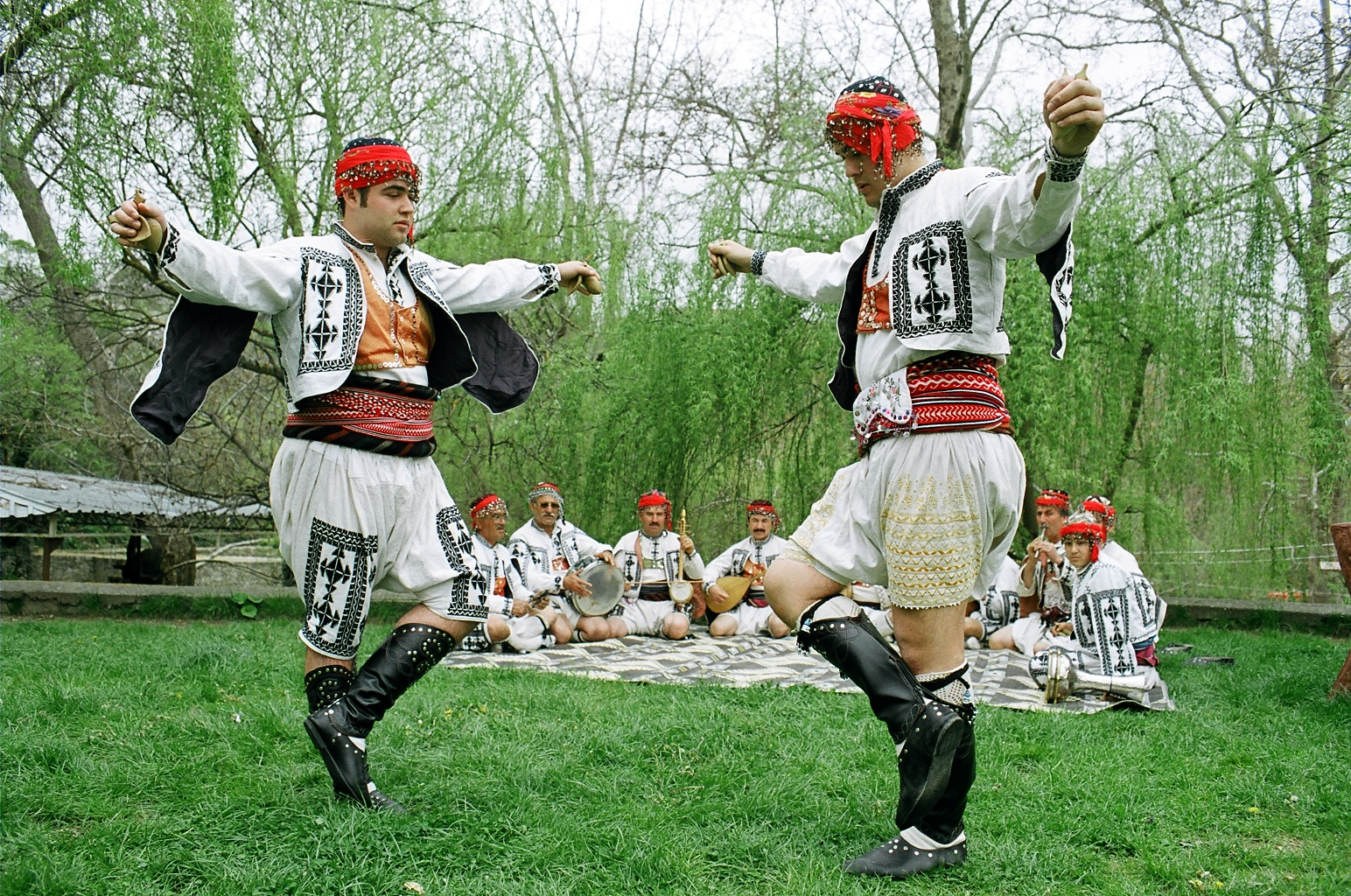
Zeybek de Balıkesir.

Une seule personne danse habituellement, mais parfois quatre à cinq personnes dansent en cercle, vêtues de vêtements spécifiques très colorés. Les bras des danseurs sont étendus à hauteur d'épaules et les mains ouvertes à hauteur de tête. Il y a de grands mouvements de pieds et de forts déplacements.
La musique de zeybek est lente. Il y a quatre sortes de zeybek : 
- Le zeybek lent
- Le zeybek rapide
- Le zeybek avec une cuillère
- Le zeybek cassé

Les zeybek ont tous une forme caractéristique commune, mais les positionnements des bras et du corps diffèrent selon les régions. Le rythme est également très caractéristique : c'est un motif de neuf temps lents : 9/4 = 2 + 2 + 2 + 3 temps, ou 3 + 2 + 2 + 2, avec de temps à autre des variations.
À Kütahya, Afyon, Bursa, Eskisehir, Bilecik, Ankara, Uşak et à l'est de Balıkesir, en général, le zeybek avec une cuillère est préféré. Enfin, le type de zeybek joué à Burdur, Isparta, Antalya, Muğla et Denizli est appelé zeybek bouc et ce type a des rythmes plus vivaces.

## Instruments

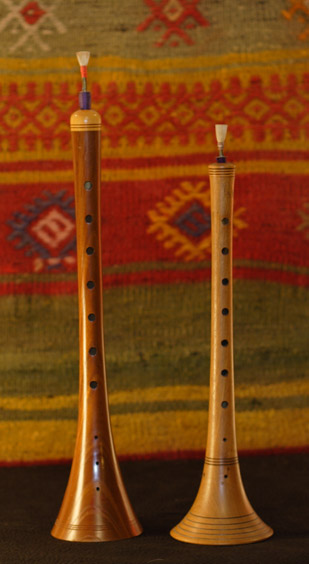
Deux zurnas (turque à gauche, syrienne à droite).
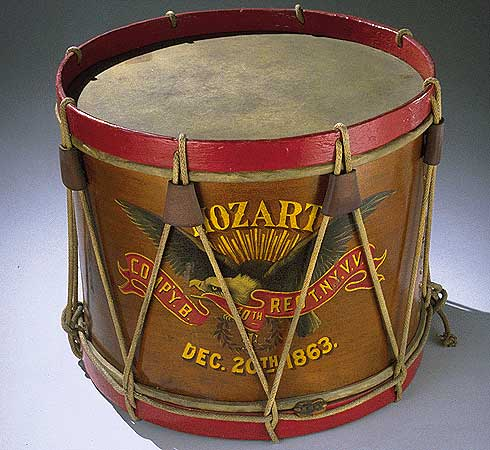
Un tapan.
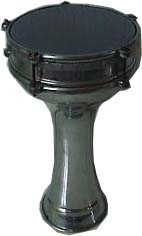
Une derbouka.
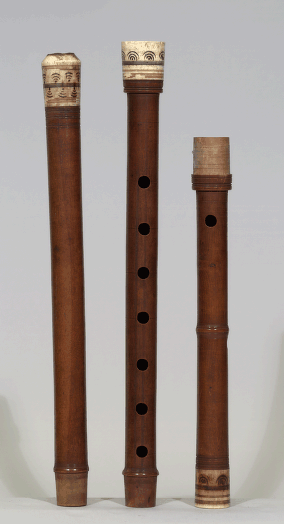
Des kavals.